# Hřib kovář
Hřib kovář (Neoboletus luridiformis Vizzini, Simonini et Gelardi 2014) je jedlá houba z čeledi hřibovitých. Byla řazena do sekce Erythropodes (případně Luridi) rodu Boletus a v roce 2014 na základě biomolekulárních analýz přeřazena do nového rodu Neoboletus. Řadí se mezi barevné a modrající hřiby.
Při konzumaci je nutná delší tepelná úprava, poněvadž syrový nebo nedovařený může vyvolat trávicí potíže. Ve starší literatuře bývá oproti stávajícímu úzu prohozen český název hřibu kováře s hřibem kolodějem.

## Synonyma
- Boletus erythropus Krombh. 1846

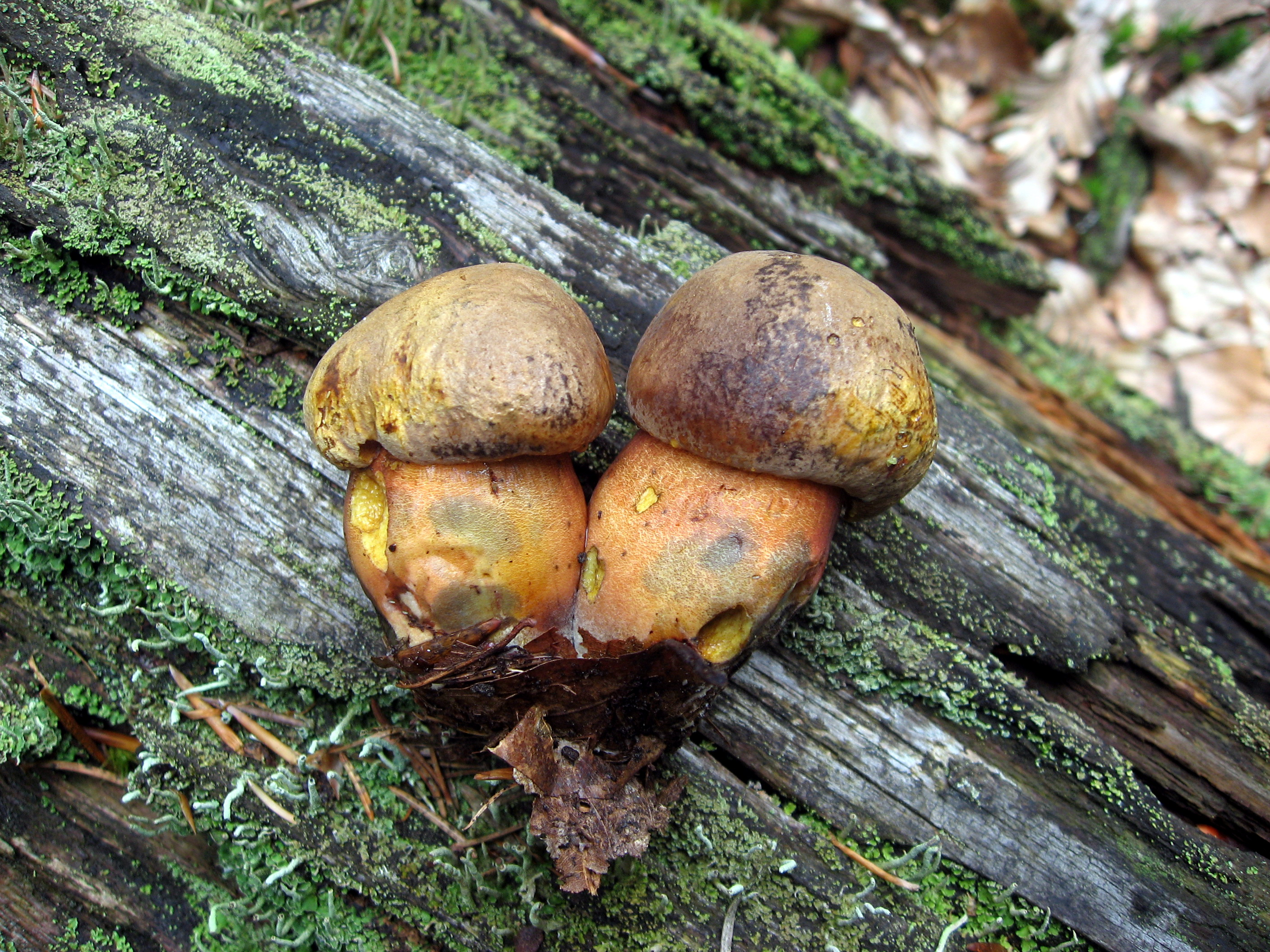
Klobouk je v mládí polokulovitě sklenutý, třeň vejčitý

- Boletus erythropus  (Fr. ex. Fr.) Krombh.[4] 1846
- Boletus erythropus Pers. (sensu auct. plur., non orig.)[1] 1796
- Boletus luridiformis Rostk. 1844
- Boletus luridus var. erythropus Fr. 1821
- Boletus luridus var. erythropus (Pers.) Fr. 1821
- Boletus miniatoporus Secr.[4]
- Tubiporus erythropus Kallenb.
- Tubiporus erythropus (Fr.) Maire
- Tubiporus erythropus (Pers.) Maire 1937[5]

- hřib rudonohý
- hřib rudotřeňový[6]
- modrák kovář
- červené nohavice[4]

V České republice je dále znám pod lidovými názvy: cikán, červený hřib, dubovka, jedlový modrák, luháč, máčkový hřib, máčňák, modrák, mračínko, oheňák, počeček, podjalovčák, podlejščák, poteč, sinal, sladký modrák, sural a zaječí hříbek. Na Šumavě-Zadovsku je nazýván hřibem červeným (pozn. název hřib červený v obecném kontextu náleží jiné houbě z okruhu hřibu žlutomasého).
Mnohým houbařům se hřib kovář svým vzhledem zdál a zdá strašidelný, proto v němčině obdržel název „hřib čarodějnic“ (Hexen-Röhrling).

## Taxonomie
V druhé polovině 20. století byl hřib kovář ve většině publikací uváděn pod odborným (latinským) názvem Boletus erythropus, který pochází od mykologa Christiaana Hendrika Persoona z roku 1801. Teprve později bylo zjištěno, že původní Persoonův popis druhu Boletus erythropus neodpovídá hřibu kováři, takže jej autor musel vztahovat k jiné houbě. Rozdíl spočívá především ve faktu, že Boletus erythropus podle Persoonova popisu má červenou dužninu ve spodní části třeně, což pro kováře není zcela typické (tento znak se vyskytuje např. u hřibu Quéletova, hřibu koloděje nebo hřibu Melzerova). Z tohoto důvodu byl pro tento druh hřibu později preferován odborný název Boletus luridiformis zavedený mykologem F. W. G. Rostkoviusem. Tento název je sice novější (1844), ale plně odpovídá znakům hřibu kováře. S ohledem na původní Persoonův popis druhu Boletus erythropus je tento název dnes používán jako synonymum pro hřib Quéletův (Boletus queletii). Roku 2014 byla potvrzena příslušnost k rodu Neoboletus a zkombinován nový název Neoboletus luridiformis.

## Vzhled

### Makroskopický
Klobouk má v průměru 5 – 20 cm, v mládí polokulovitě sklenutý, v dospělosti rozložený až polštářkovitý, nejčastěji tmavohnědý, černohnědý, plavě hnědý nebo olivově hnědý, za sucha sametový, za mokra mírně lepkavý, stářím a pomačkáním šedě černající. Okraj klobouku bývá okrově žlutavý.
Rourky jsou žlutozelené, až 30 mm vysoké a na řezu se rychle barví do modrozelena. Ústí rourek jsou drobná. Póry jsou v mládí zpočátku žluté, záhy však tmavě krvavě červené a nakonec blednou do olivova, dotykem rychle modrají. Vzácně se vyskytují i odbarvené variety, které mají oranžově či žlutě zbarvené póry. Podrobnější přehled barevných variet je zahrnut v kapitole níže.
Třeň je zprvu vejčitý, pak soudkovitý až kyjovitý, 60 – 150 mm vysoký a 20 – 40 mm tlustý, skoro celý červený, pouze v horní části žlutý, uprostřed pak na žlutém podkladu červeně plstnatě tečkovaný, dole do olivova, s plstnatým světle žlutým podhoubím. Otlačením ihned modrá. Třeň nemá síťku.
Dužnina je pevná, v klobouku bledožlutá, ve třeni živě žlutá, na vzduchu modrá, později se odbarvuje do šeda. Modré zbarvení při vaření mizí. Má příjemnou vůni a mírnou chuť.

### Mikroskopický

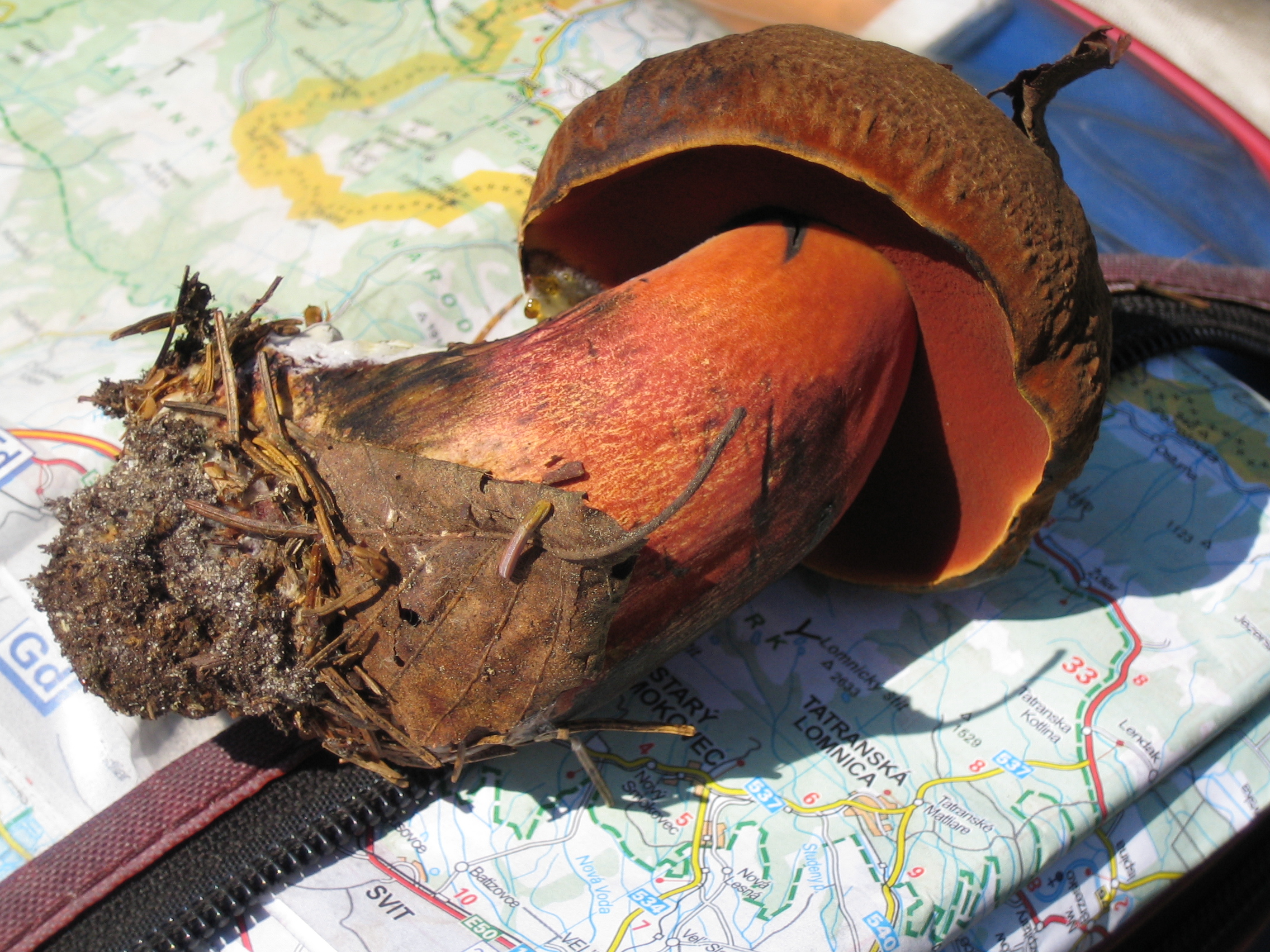
Třeň je skoro celý červený a nemá síťku.

Výtrusy jsou 10 – 18 × 5 – 7 μm, vřetenovité, barvy olivově žluté.

## Výskyt

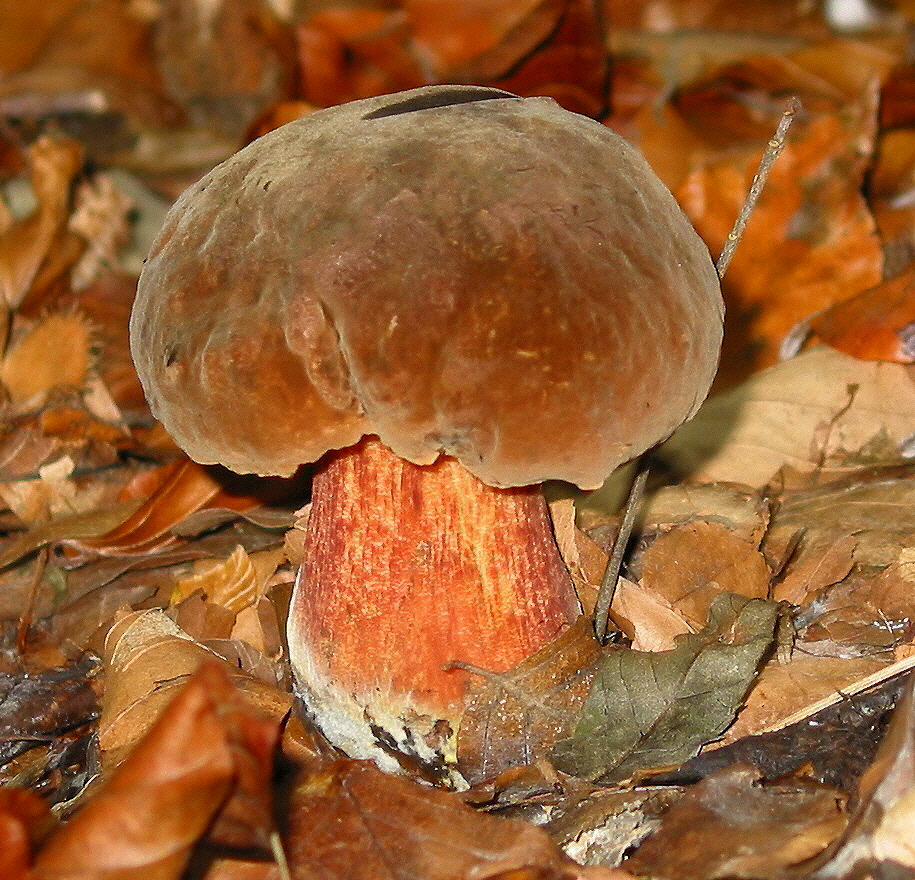
Klobouk je tmavohnědý, za sucha sametový

Hřib kovář patří k nejrozšířenějším z barevných hřibů. Starší literatura jej obvykle spojuje s konkrétní nadmořskou výškou, pH půdy nebo druhem stromu, ale jde o velmi tolerantní druh. Vyskytuje se od nížin do hor, roste v jehličnatých, smíšených i listnatých lesích a snáší půdy kyselé až mírně zásadité. Tvoří mykorhizu s řadou stromů, jako jsou: smrk, řidčeji jedle, borovice, dub, buk a ještě další listnáče. Plodnice se objevují od května do října.

## Rozšíření
Vyskytuje se v celé Evropě, na Kavkaze a na Malé Asii (tam i ve výši 1600 – 2000 m n. m.).
V rámci chráněných území České republiky byl hřib kovář popsán mimo jiné na následujících lokalitách:
- Klapice[13] (okres Praha-východ)
- Luční (okres Tábor)

## Formy a variety
Hřib kovář vytváří několik vzácnějších variet, které se liší vybarvením – i v důsledku ztráty některých pigmentů v povrchových vrstvách plodnice.

### Hřib kovář žlutý
Boletus luridiformis var. junquilleus (Quél.) Knudsen 1991. Oproti klasickému kováři zcela ztratil červené barvivo, takže jsou všechny povrchové části houby zbarveny v různě intenzivních odstínech žluté. Později se na klobouku mohou objevovat narezavělé skvrny. Dužnina na řezu modrá stejně jako u běžné formy.
Původně byl za samostatný druh považován - hřib žlutý (Boletus junquilleus (Quél.) Boud. 1906). Na základě pozdějších poznatků byl v novějších publikacích klasifikován jako xanthoidní varieta hřibu kováře s tím, že otázka této problematiky ještě není definitivně uzavřena. V roce 2014 byl italskými mykology opět povýšen na samostatný druh Neoboletus junquilleus.

### Hřib kovář odbarvený

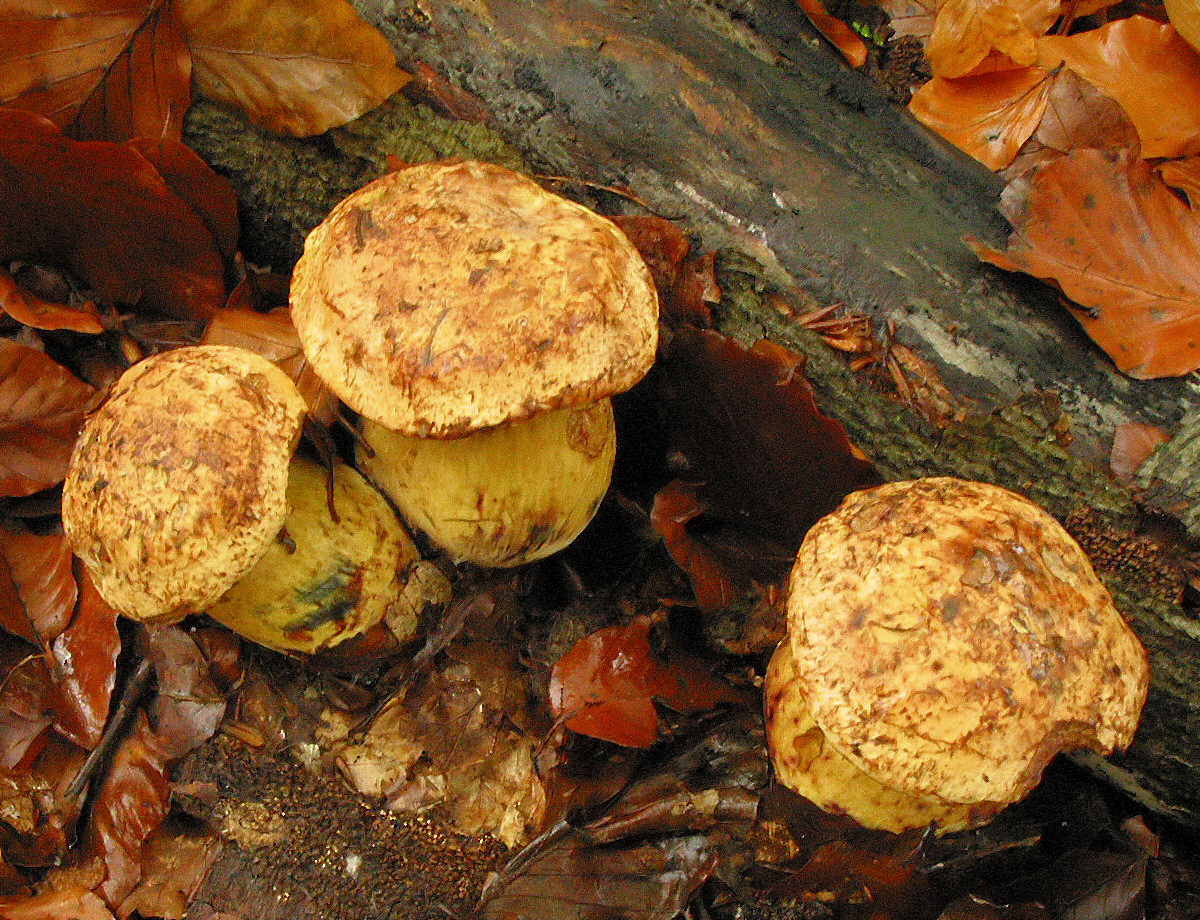
Hřib kovář žlutý

Boletus luridiformis var. discolor (Quél.) Krieglst 1991. Plodnici chybějí některé pigmenty. Povrch klobouku je oproti klasickému kováři světlejší – žlutookrový, žlutý, později s oranžovým nebo rezavým nádechem na temeni. Póry jsou zbarvené světleji než u klasického kováře a po otevření klobouku vybledávají. Nejprve je barva červená až cihlová a poté rychle bledne do oranžové, červenožluté až žluté s červenavým nádechem. Dužnina na řezu modrá stejně jako u běžné formy.
Synonyma:
- hřib kovář barvoměnný[14]
- Boletus erythropus subsp. discolor (Quél.) Dermek, Kuthan et Sing.[14] 1976
- Dictyopus luridus var. discolor Quél.[14]

### Hřib kovář neměnný
Boletus luridiformis var. immutatus Pegler et Hills 1996. Vizuálně totožný s klasickou formou hřibu kováře, oproti kterému se liší absencí modrání dužniny na řezu.

### Hřib kovář červenohlavý
Boletus luridiformis var. rubropileus (Dermek) Šutara 2009 syn. Boletus erythropus var. rubropileus Dermek 1984. Póry zůstávají červené nebo cihlové, ale povrch klobouku má růžové, červené nebo růžovofialové zbarvení.

### Hřib Melzerův
Boletus melzeri Velen. 1922. Mykolog Josef Velenovský popsal na základě sběrů Václava Melzera z roku 1920 druh z okruhu hřibu kováře, který se liší zbarvením dužniny na řezu. Ta namísto modrání červená a následně se odbarvuje.

## Záměna
- hřib koloděj (Suillellus luridus) – třeň kryje síťka, výskyt pod listnáči[1]
- hřib kavkazský (Boletus caucasicus) – horní část třeně kryje síťka, výskyt pod listnáči[1]
- hřib Quéletův (Suillellus queletii) – horní část třeně i šupinky na třeni světlejší[1]
- hřib kříšť (Caloboletus calopus) – světlý klobouk, žluté póry, hořká dužnina

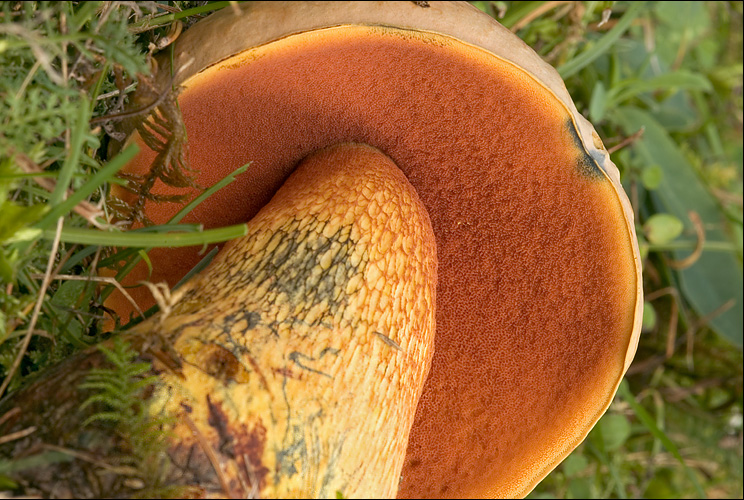
hřib koloděj
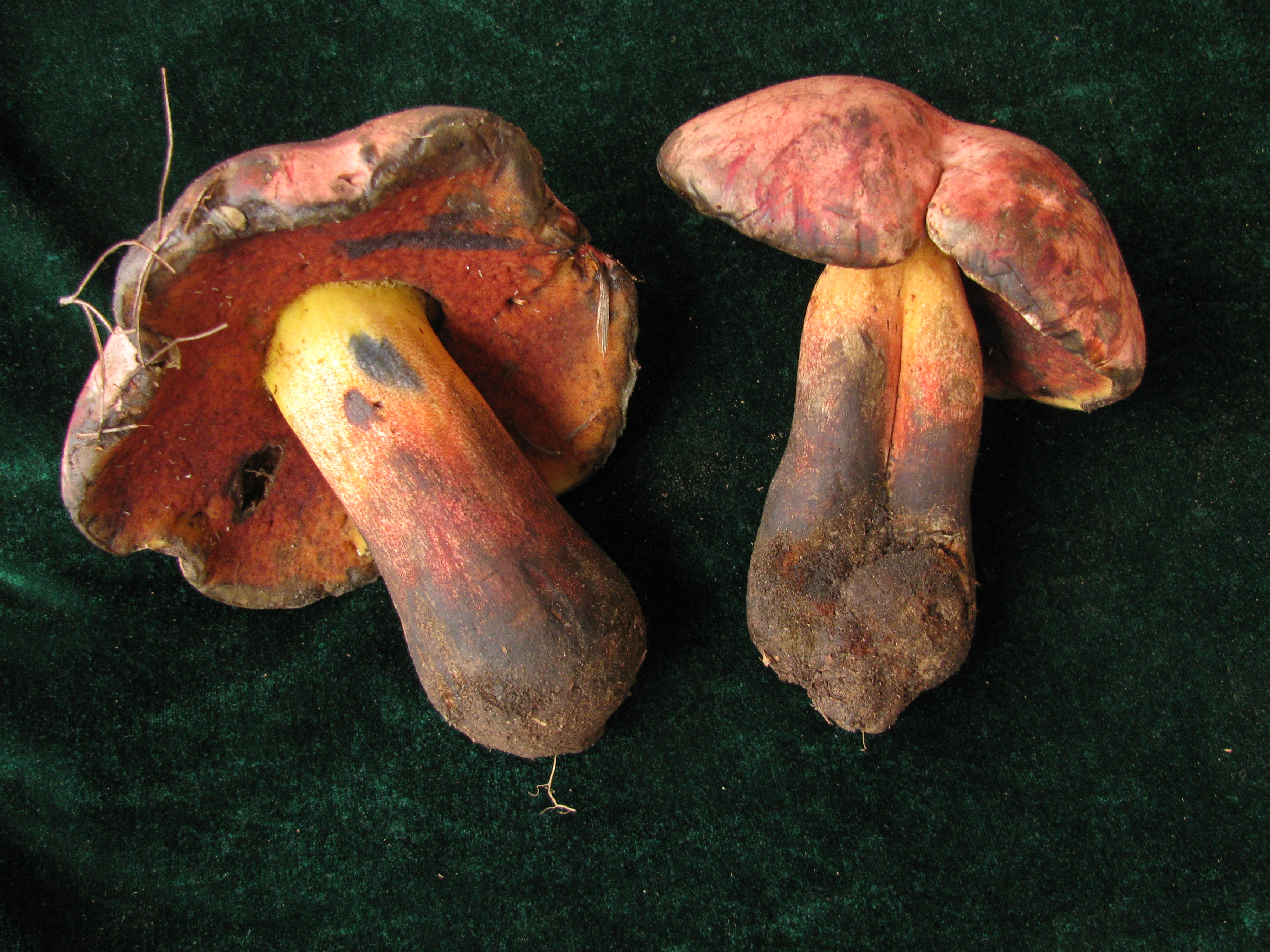
hřib Quéletův
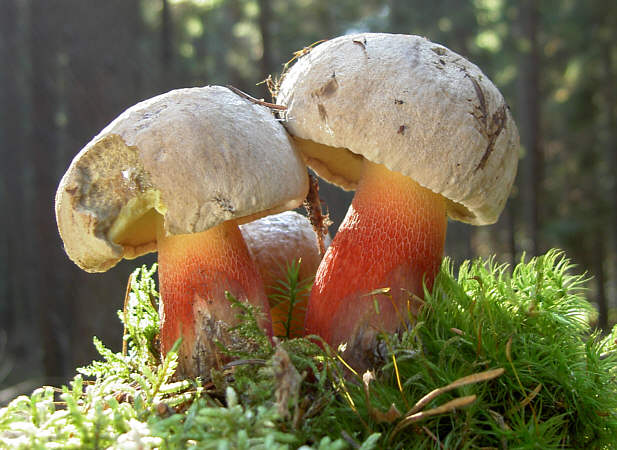
hřib kříšť

Hřibu kováři je z běžných druhů velmi podobný hřib koloděj, který má obvykle světlejší klobouk, a hlavně nápadnou síťku na třeni. Vzdáleně podobný je hřib Quéletův, který má olivově hnědý, oranžově až cihlově červený klobouk, póry jsou také oranžové, na třeni má černohnědé zrnité šupinky a na bázi je karmínově červený. Roste v teplejších listnatých lesích a je jedlý.
Záměna za hřib koloděj souvisí i s nejednotným pojetím názvů hřib kovář a hřib koloděj autory mykologických publikací v průběhu 20. století.

## Ochrana

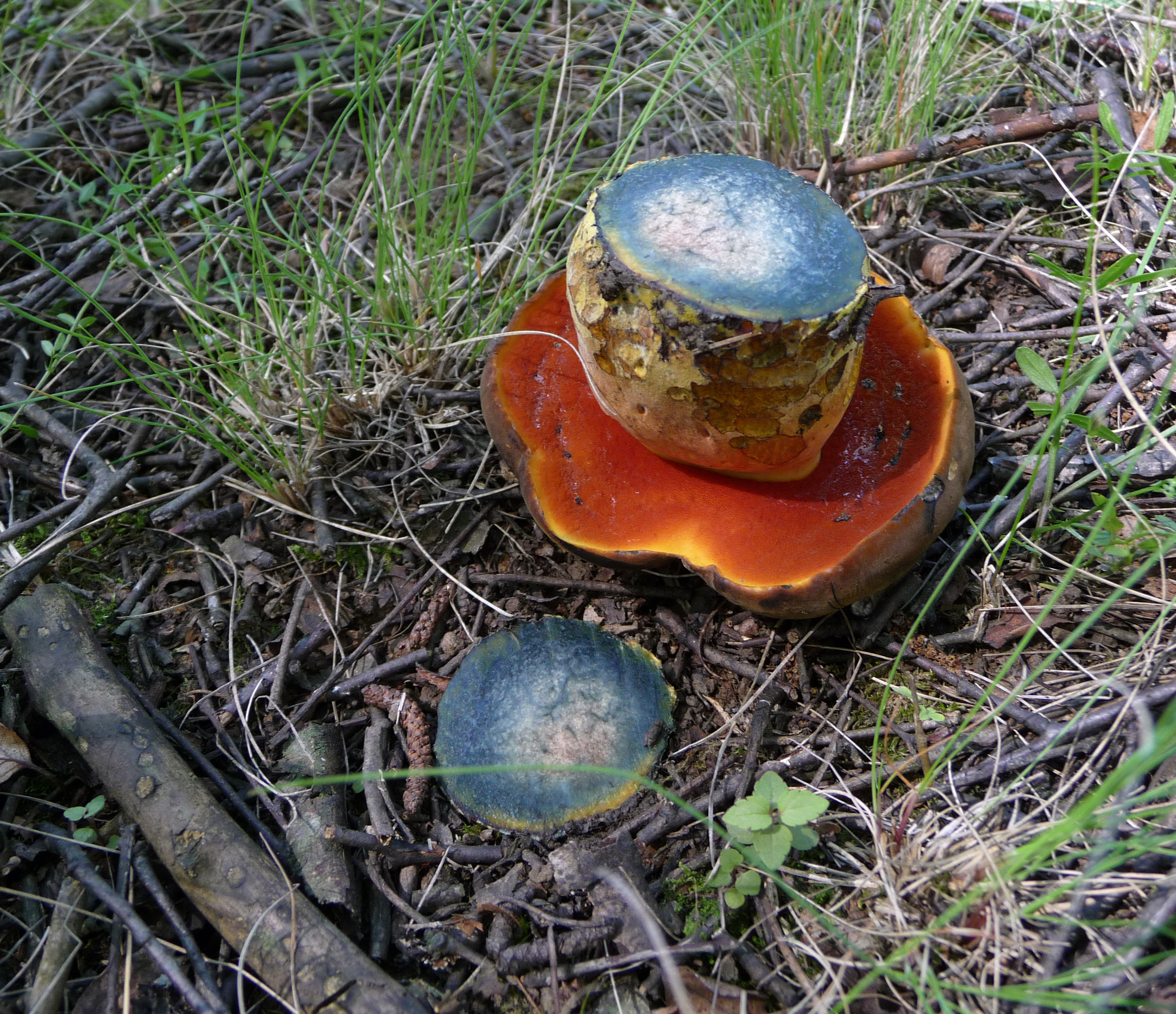
Dužnina na řezu ihned modrá

Běžná forma hřibu kováře není chráněna. Xanthoidní varieta hřib žlutý je vedena v Červeném seznamu hub České republiky jakožto kriticky ohrožený druh (CR). Neměl by se proto sbírat pro kuchyňskou spotřebu.

## Toxicita
V některé literatuře je proto tento hřib uváděn jako za syrova mírně jedovatý. Obecně bývá doporučeno kvalitní tepelné zpracování (20 minut). Zprávy o údajné jedovatosti pocházely od švýcarských, rakouských a německých houbařů. Podle aktuálních poznatků se zdá, že případné trávicí potíže po požití nedostatečně uvařených kovářů jsou způsobeny těžko stravitelnou strukturou této houby, nikoli přítomností jedu – ten totiž houba neobsahuje.